# Neuroleon (Neuroleon) assimilis
Neuroleon (Neuroleon) assimilis is een insect uit de familie van de mierenleeuwen (Myrmeleontidae), die tot de orde netvleugeligen (Neuroptera) behoort. 
Neuroleon (Neuroleon) assimilis is voor het eerst wetenschappelijk beschreven door Navás in 1914.